# Răchita (Borod)
Răchita je desna pritoka rijeke Borod u Rumunjskoj. Ulijeva se u Borod u selu Borod. Duljina joj je 12 km, a površina porječja 37 km2.